# Neothremma didactyla
Neothremma didactyla är en nattsländeart som beskrevs av Ross 1949. Neothremma didactyla ingår i släktet Neothremma och familjen Uenoidae. Inga underarter finns listade i Catalogue of Life.